# Fratellanza Sportiva Sestrese 1932-1933
Questa pagina raccoglie i dati riguardanti la Fratellanza Sportiva Sestrese nelle competizioni ufficiali della stagione 1932-1933.

## Rosa
| N. |                   | Ruolo | Calciatore      |
| -- | ----------------- | ----- | --------------- |
|    | Italia (bandiera) | D     | Berta           |
|    | Italia (bandiera) | C     | Alberto Bianchi |
|    | Italia (bandiera) | D     | Mario Bettino   |
|    | Italia (bandiera) | D     | Giacomo Canepa  |
|    | Italia (bandiera) | P     | Mario Ferreri   |
|    | Italia (bandiera) | A     | Marchiandi      |

| N. |                   | Ruolo | Calciatore     |
| -- | ----------------- | ----- | -------------- |
|    | Italia (bandiera) | A     | Angelo Novella |
|    | Italia (bandiera) | D     | Paolo Ravera   |
|    | Italia (bandiera) | A     | Carlo Sala     |
|    | Italia (bandiera) | A     | Luciano Testa  |
|    | Italia (bandiera) | D     | Zunino         |